# Mara Alber
Mara Alber (Brackenheim, 6 september 2005) is een voetbalspeelster uit Duitsland. Ze speelt als middenvelder voor Chelsea FC in de Super League.

## Clubcarrière
Alber begon met voetballen bij de lokale multivereniging TGV Dürrenzimmern. Ze speelde een jaar voor het onder 15 team van TSG 1899 Hoffenheim  alvorens ze drie jaar actief was bij VfB Eppingen. Ook speelde ze een seizoen voor FC Astoria Walldorf en SpVgg Neckarelz.
Op vijftienjarige leeftijd werd Alber gecontracteerd door TSG 1899 Hoffenheim, waar ze actief was in het tweede elftal van 2021 tot 2023 in de tweede Bundesliga. Drie weken voor haar zestiende verjaardag maakte Alber haar debuut in het tweede elftal van de club uit Sinsheim in een 4-1 overwinning op SV Henstedt-Ulzburg in de openingswedstrijd van het seizoen. In diezelfde wedstrijd kwam ze gelijk tweemaal tot scoren. In haar debuutseizoen maakte Alber zeven doelpunten in achttien competitiewedstrijden. In het daaropvolgende seizoen had ze exact dezelfde statistieken.
Alber debuteerde in de hoofdmacht van TSG 1899 Hoffenheim door in te vallen in een 3-0 uitoverwinning op Bayer 04 Leverkusen. In het seizoen 2022/23 kwam Alber tot zes optredens in de Bundesliga. Het daaropvolgende seizoen wist ze zesmaal tot scoren te komen.
Alber tekende op 11 juni 2025 een vierjarig contract bij Engels landskampioen Chelsea FC.

## Statistieken
| Seizoen | Club                | Land      | Competitie | Wedstrijden | Doelpunten |
| ------- | ------------------- | --------- | ---------- | ----------- | ---------- |
| 2021/22 | TSG 1899 Hoffenheim | Duitsland | Bundesliga | 1           | 0          |
| 2022/23 | TSG 1899 Hoffenheim | Duitsland | Bundesliga | 6           | 0          |
| 2023/24 | TSG 1899 Hoffenheim | Duitsland | Bundesliga | 20          | 6          |
| 2024/25 | TSG 1899 Hoffenheim | Duitsland | Bundesliga | 6           | 0          |
| Totaal  | Totaal              | Totaal    | Totaal     | 39          | 13         |

Laatste update: 11 juni 2025

## Interlandcarrière
Alber kwam als jeugdinternational uit voor Duitsland -15, Duitsland -17, Duitsland -19 en Duitsland -20.